# Anděl Strážce
Anděl Strážce (německy Schutzengel) je malá vesnice, část obce Frýdštejn v okrese Jablonec nad Nisou. Nachází se asi půl kilometru severně od Frýdštejna, poblíž vrcholu Kopanina (657 m) v Ještědsko-kozákovském hřbetu.
Anděl Strážce leží v katastrálním území Bezděčín u Jablonce nad Nisou o výměře 4,89 km².

## Historie
První písemná zmínka o vesnici pochází z roku 1790.
Osada vznikla při cestě do Rychnova v místě kde stával hostinec vrchnosti. U hostince stávala socha strážce, kterou nechala kněžna z Frýdštejna postavit z vděčnosti. Podle legendy zde zbloudila a zranila se pádem z koně, který poté přivedl pomoc.
Do 30. června 1980 byla obec součástí obce Bezděčín a od 1. července 1980 patří jako místní část obce Frýdštejn.

## Obyvatelstvo
| Rok            | 1869 | 1880 | 1890 | 1900 | 1910 | 1921 | 1930 | 1950 | 1961 | 1970 | 1980 | 1991 | 2001 | 2011 | 2021 |
| -------------- | ---- | ---- | ---- | ---- | ---- | ---- | ---- | ---- | ---- | ---- | ---- | ---- | ---- | ---- | ---- |
| Počet obyvatel | 30   | 35   | 41   | 49   | 46   | 46   | 47   | 27   | 28   | 19   | 13   | 10   | 5    | 10   | 15   |
| Počet domů     | 6    | 6    | 6    | 7    | 7    | 7    | 8    | 8    | 8    | 7    | 7    | 9    | 9    | 9    | 9    |